# قانون الجنسية الأرجنتينية
قانون الجنسية الأرجنتينية هي التي تُحدد الطرق التي يتمكّن من خلالها الشخص الحصول على الجنسية الأرجنتينية أو يكون مؤهلاً للحصول عليها، وتُستخدم الجنسية في سياق القانون الدولي، لوصف الأساليب القانونية التي يتمكّن من خلالها الشخص من الحصول على هوية وطنية وعضوية رسمية في دولة ما، وتشير المواطنة إلى العلاقة بين الدولة والفرد بعد تحقق العضوية، وتعترف الأرجنتين بنظام مزدوج يقبل كل من حق الأرض وحق الدم لاكتساب الجنسية بالولادة، وتسمح للأجانب بالتجنيس.

## مصطلحات
تختلف دلالات مصطلحي الجنسية والمواطنة في اللغة الإنجليزية وتتباين من دولة إلى أخرى، وليست دائمًا واضحة. تُشير الجنسية بوجه عام إلى الانتماء القانوني للشخص إلى دولة ما، وهي المصطلح الشائع الاستخدام في المعاهدات الدولية عند الإشارة إلى أعضاء دولة؛ بينما تُشير المواطنة إلى مجموعة الحقوق والواجبات التي يمتلكها الشخص في تلك الأمة، وقد يكون من الممكن لغير الوطنيين الحصول على درجة من الحقوق المدنية والسياسية التي تُعتبر عادةً جزءًا من المواطنة (مثل حقوق الإقامة أو العمل)، كما قد يكون من الممكن أن يُحظر على وطني معين ممارسة حقوق معينة (مثل منع الأطفال من التصويت). ويُشير مصطلح "الجنسية" (nacionalidad) في الأرجنتين، إلى عضوية الدولة بينما يصف "المواطنة" (ciudadanía) مشاركة الشخص في المجتمع الوطني.

## الميلاد في الأرجنتين
يكتسب أي شخص يُولد في الأراضي الأرجنتينية الجنسية الأرجنتينية عند الولادة، ويوجد استثناء مهم لهذه القاعدة يخص أطفال الأشخاص الذين يخدمون في حكومة أجنبية، مثل الدبلوماسيين الأجانب، ويُمكن تطبيق هذه القاعدة أيضًا على الأشخاص المولودين في جزر فوكلاند، وهي منطقة متنازع عليها بين الأرجنتين والمملكة المتحدة.

## الجنسية بالنسب
تتبع قوانين الجنسية الأرجنتينية مبدأ حق الدم؛ ويمكن لأي شخص تجاوز عمره 18 عامًا ولديه على الأقل أحد الوالدين أرجنتيني الاختيار للحصول على الجنسية الأرجنتينية، ويكفي أن يثبت نسبه أمام قاضٍ فدرالي. بالنسبة للطفل القاصر المولود خارج البلاد، يجب على الوالد الأرجنتيني تقديم شهادة ميلاد الطفل أمام السفارة الأرجنتينية المحلية.

## التجنس
قد يتجنس الأجانب كمواطنين أرجنتينيين بعد الإقامة في البلاد لفترة محددة (عادةً ما تكون سنتين)، كما تحددها القوانين الأرجنتينية، ويجب على المتقدمين إعلان ولاءهم للنظام الديمقراطي الأرجنتيني، وأن يثبتوا اكتفاءهم الذاتي دون الحاجة لمساعدة الدولة، وأن يكونوا خاليين من السجل الجنائي، وأن يستوفوا معايير أخرى تحددها السلطات الهجرة الأرجنتينية. على عكس بعض الدول، لا تطلب الأرجنتين عادةً من المتقدمين التخلي عن جنسياتهم السابقة. ومع ذلك، قد يُحظر بشكل دائم على الأشخاص المدانين بجرائم معينة أو الجرائم ضد الدولة التجنيس. قد تخضع فترة الإقامة المطلوبة لشروط معينة أو استثناءات، مثل إتمام دورات الاندماج أو الحالة الزوجية مع مواطنين أرجنتينيين. بالإضافة إلى ذلك، قد يُعفى مواطنو دول أو مناطق معينة من بعض المتطلبات أو يُمنحون اعتبارات خاصة خلال عملية التجنيس. تختلف أعداد الأفراد الذين يتجنسون كمواطنين أرجنتينيين من سنة إلى أخرى، مما يعكس التغييرات في سياسات الهجرة والاتجاهات الديموغرافية.
يمكن رفض التجنس إذا كان المتقدمون:
- قد أمضوا في السجن أكثر من ثلاث سنوات خلال آخر خمس سنوات.
- يخضعون للملاحقة القضائية الجنائية.
- لديهم مصدر دخل غير مشروع، ويعتبر العمل بدون تصريح قانوني مصدرًا غير مشروع للدخل بالنسبة لمعظم دوائر الاستئناف.

نظرًا لأن قانون التجنس ظل قائمًا بشكل أساسي دون تغيير جوهري منذ عام 1869، وهناك العديد من السوابق التي تُمكّن المحكمة العليا من حل أي مشكلة تتعلق بالهجرة تقريبًا، ومُنحت الجنسية للمهاجرين الذين لم يكونوا مقيمين بشكل قانوني، أو عملوا بدون تصريح قانوني، أو دخلوا البلاد بطريقة غير شرعية، وفي حالات استثنائية، حتى للمهاجرين الذين لديهم سجلات جنائية.
إن شرط الإقامة المستمر لمدة عامين يعني أنه يجب على المتقدمين جعل الأرجنتين موطنهم الدائم. ومع ذلك، نظرًا لأن المتقدمين يتمتعون بنفس الحقوق المدنية كالأرجنتينيين، بما في ذلك الحق في السفر، فإنه يمكنهم مغادرة البلاد. ولا تزال المحاكم الفيدرالية تظهر تحفظاً في الاعتراف بحقوق المهاجرين غير النظاميين وذلك لأسبابٍ تاريخية. وغالبًا ما تطلب توفير مجموعة من الوثائق التي كانت مطلوبة بموجب القانون (الملغي) رقم 21.795، وتشمل هذه الوثائق ما يلي:
- إثبات الإقامة القانونية.
- إثبات العمل القانوني.
- القدرة على التحدث باللغة الإسبانية.
- شهادة الميلاد المصدقة والمترجمة من قِبل كاتب عدل.
- شهادة بعدم وجود سوابق جنائية من البلد الأصلي.
- شهادة بعدم وجود سوابق جنائية في الأرجنتين.
- رقم CUIT أو CUIL.

## الحصول على الجنسية عن طريق النسب
يملك الأفراد الذين وُلدوا خارج الأرجنتين ولأحد الوالدين الأرجنتيني الأصل الخيار للحصول على الجنسية الأرجنتينية، ويمكن إجراء هذه العملية إما في القنصلية الأرجنتينية الأقرب إذا كان الشخص خارج البلاد، أو في السجل الوطني للأشخاص (RENAPER) أو مكاتب السجل المدني إذا كان داخل البلاد.
- كونه الشخص ابنًا لأحد الوالدين الأرجنتينيين الأصل.
- إذا كان عمر الشخص أكثر من 18 عامًا، فإن الخيار يكون حصريًا للشخص نفسه لاتخاذه.
- إذا كان عمر الشخص أقل من 18 عامًا، فإن حملة السلطة الأبوية وحدهم من يحق لهم اتخاذ هذا الخيار نيابةً عنه.

ويمكن منحه الجنسية الأرجنتينية إذا كان الشخص طفلًا وُلد في الخارج، ويمكن للشخص زيارة أقرب قنصلية لمكان إقامته لمعالجة طلب الحصول على الجنسية الأرجنتينية لأبناء الأرجنتينيين المولودين في الخارج.

## الجنسية المزدوجة
تعترف الأرجنتين بمبدأ الجنسية المزدوجة، ووقعت اتفاقيات تبادلية مع عدة دول تشمل تشيلي، كولومبيا، الإكوادور، السلفادور، إسبانيا، الولايات المتحدة الأمريكية حتى تاريخ 20 أكتوبر 1981، هندوراس، إيطاليا، نيكاراغوا، النرويج، بنما، والسويد، ويمكن للمواطنين الأرجنتينيين الذين حصلوا على جنسية أحد هذه الدول بموجب هذه الاتفاقيات، دخول الأرجنتين وهم يحملون وثائق ويُعتبرون مواطنين للجنسية الثانية، إلا في حال رغبتهم بالإقامة الدائمة في البلاد.
في حين أن المواطنون الأرجنتينيون الذين يحملون جنسيات دول لا تشملها اتفاقيات التبادلية (مثل الحصول على جنسية أخرى عن طريق التجنيس) يُعترف بهم كمواطنين أرجنتينيين فقط داخل أراضي الأرجنتين، وعادةً ما يتوجب عليهم الدخول والخروج من البلاد باستخدام جواز سفرهم الأرجنتيني. يمكنهم الدخول والخروج خلال فترة لا تتجاوز 180 يومًا باستخدام وثائق سفر جنسيتهم الأخرى، ولكن في حال استدعاء جنسيتهم الأرجنتينية، يجب عليهم تقديم وثيقة هويتهم الأرجنتينية. بعد مكوثهم لأكثر من 180 يومًا، لا يمكنهم مغادرة البلاد إلا باستخدام جواز سفرهم الأرجنتيني. كما يمكنهم أيضًا عدم ذكر جنسيتهم الأرجنتينية والدخول والخروج كمواطنين أجانب طالما أن وثائق السفر لا تُظهر مكان الولادة أو الإقامة في الأرجنتين.
ويُبلِّغ المسافرين عن وجود صعوبات غالبًا على الرغم من القواعد المذكورة، نظرًا لعدم اطلاع مسؤولي الهجرة على القواعد، بالإضافة إلى وجود بعض المضايقات، وشرح مسؤولان مطلعان على الهجرة القواعد كما يطبقونها في مناقشة مفيدة. ويتوفر خدمة توريد جواز سفر سريعة (مع ساعات عمل طويلة) في المطارات بتكلفة إضافية عند تقديم وثيقة الهوية الأرجنتينية في حالة وجود صعوبات عند السفر بدون جواز سفر أرجنتيني. يُذكر أن العملية تستغرق 15 دقيقة، ويكون جواز السفر جاهزًا خلال 2 إلى 6 ساعات.

## التخلي والحرمان
لا يمكن التخلي عن الجنسية الأرجنتينية وتظل مع الأفراد طوال حياتهم، على عكس بعض الدول الأخرى إذ يمكن التنازل عنها تحت شروط معينة، ومع ذلك، يُمكن سحبها إذا حُصل عليها من خلال وسائل إجرامية، مثل التوثيق المزور. بالإضافة إلى ذلك، يُمكن سحب الجنسية من الأفراد الذين يشاركون في أنشطة تعتبر ضارة بالدولة، كما يحددها القانون الأرجنتيني.